# マセキ芸能社
株式会社マセキ芸能社（マセキげいのうしゃ、英: MASEKI GEINOSHA co.ltd.）は、日本の芸能事務所。

## 概要
- 戦前の浅草で、柵木政吉（ませきまさよし）が「講談演芸社」を設立。
- 戦後、「有限会社柵木演芸社」と改名。
- 1950年、前会長の柵木眞（政吉の息子）の社長就任に伴い、「株式会社マセキ芸能社」に改名。現在に至る。
- 所属タレントには演芸専門の他、内海桂子・好江が講師をしていた日本映画学校（後の日本映画大学）OBが多く所属している。

## 活動
- 2008年10月2日、『雨上がり決死隊のトーク番組アメトーーク!』（テレビ朝日）にて「マセキ芸能社芸人」というくくりで本社についてのエピソードが語られた。
- 近年はウッチャンナンチャン、バカリズム、ナイツ、かが屋などの正統派と出川哲朗、狩野英孝、小宮浩信（三四郎）、ともしげ（モグライダー）などポンコツ芸人の2つのラインができ始めており、ポンコツラインは「マセキ幼稚園」と呼ばれている。
- 事務所ライブ（公式ではパンキッシュガーデンシリーズ[注 1]として括られている）には歌舞伎町の新宿バティオスもしくはミニホール新宿Fu-、野方区民ホール、座・高円寺2などを使用している。
- バカリズムやナイツを皮切りに2000年代半ば以降から「M-1グランプリ」や「キングオブコント」などの大型賞レースで決勝へ進出する芸人も多くなっているが、2024年現在優勝経験がある芸人は1組もいない状況にある[注 2]。

## 社風
- 芸能プロダクションとしては珍しく、態度やマナーやモラルには厳しいプロダクションと言われており、所属タレントが遅刻したり、事務所からの連絡の返信忘れ、歩き食い、信号無視、歩きスマホ、手伝い中の居眠りなどをマネージャーやスタッフに見つかった場合は行儀とモラルが悪いという理由で、事務所ライブの手伝いを1～2か月しなければいけないペナルティが科せられるという（これを「懲役」と比喩する芸人もいる[2]）。江上敬子（ニッチェ）によると、ペナルティの数が多く溜まったために10年後まで手伝いをやらなければならない若手もいるという[3]。
- ウッチャンナンチャンが「バーター」と呼ばれる抱き合わせ出演を好まないことからも、バカリズムは「マセキって潔いほどバーターはしない健全な事務所。そういうとこが好きなんです」と語っている。

## 所属タレント

### お笑いタレント

#### グループ
- ウッチャンナンチャン

（内村光良、南原清隆）
- ナイツ

（塙宣之、土屋伸之）
- あきげん

（秋山良人、石井元気）
- 三四郎

（小宮浩信、相田周二）
- ジグザグジギー

（池田勝、宮澤聡）
- モグライダー

（芝大輔、ともしげ）
- きしたかの

（岸大将、高野正成）
- ハンジロウ

（たーにー、しゅうごパーク）
- パーパー

（ほしのディスコ、あいなぷぅ）
- かが屋

（加賀翔、賀屋壮也）
- ニッキューナナ

（こっちゃん選手、峯シンジ）
- ひつじねいり

（細田祥平、松村祥維）
- ベルナルド

（ハギノリザードマン、大将）
- 宮田陽・昇

（宮田陽、宮田昇）

#### グループ（マセキシニアユース）
- ニッチェ

（江上敬子、近藤くみこ）
- オンリー2

（奥村うどん、おべんとばこ中川）
- サスペンダーズ

（古川彰悟、依藤たかゆき）
- 演芸おんせん

（杉山栄一、矢巻駿）
- ガクヅケ

（船引亮佑、木田）
- カナメストーン

（山口誠、零士）
- 春組織

（具志堅セイト、新垣6）
- リップグリップ

（岩永圭吾、倉田シウマイ）
- フランツ

（土岐真太郎、馬場健吾）
- モズ

（富士、一般ピーポーヒデ）
- つめたいごはん

（コミネ、よしはる）

#### グループ（マセキユース）
- めろんぱん

（稲倉、松川拓弥）
- プノまろ

（棒、鉄ヘチマ）
- 爆弾世紀末

（田川翔輝、藤崎徳仁）
- マタンゴ

（斉藤アー、高橋鉄太郎）
- K

（大石エリ、ゆーす）
- グラム

（モス、風戸剛士）
- もめんと

（小口響郁、竹田百花）
- 田中太郎

（大樫一樹、しんたに先見の明）
- プロポーズ

（ならた、ギシ）
- フーセンつばめ

（しらた敦也、吉田ヒカル）
- かすて蘭

（籾山唯一、むろみさ）
- サイハテ

（野坂玲央奈、岩上京香）
- ミヤゼユリハマ

（安長、まあや）
- ひかげ

（佐々木ニイミ、田代陽平）
- みやこ圧

（土井集合住宅、鎌ぞう）
- ドラマ☆麺

（中村しょせ、ナルちゃん）

#### ピン芸人
- 出川哲朗
- ドロンズ石本
- バカリズム
- カトゥー
- いとうあさこ
- パッション屋良
- 狩野英孝
- ルシファー吉岡
- ゆーびーむ☆
- ハギノリザードマン
- 大空遊平
- 松鶴家ぽん
- 中津川弦
- 林家まる子

#### ピン芸人（マセキシニアユース）
- 寺田寛明
- 徳原旅行
- おべんとばこ
- 高田ぽる子
- 安原カラス
- さとなかほがらか

#### ピン芸人（マセキユース）
- 海野宝
- けんぞう
- 清水駿平
- 村上、元気そうでよかった。
- 大久保八億
- 根尾みなみ
- にわのももか
- おさかな☆キラリ
- でぃ
- 飯田さなぎ
- 原水道水

### マジックタレント
- マギー審司
- ふじいあきら
- 養老瀧之丞

### ものまねタレント
- アントキの猪木

### 俳優
- 大野泰広
- 勢登健雄

### MC・パーソナリティー
- 星野卓也
- 青木泰寛
- ナナオ

### アナウンサー
- 押しだしましょう子

### 落語家
- 三代目桂枝太郎

### タレント
- 木村裕子

### ミュージシャン
- ARARI
- 星野一成

### 業務提携
- 野沢道生

## 関連書籍
- 柵木眞・河本瑞貴（聞き手）『マセキ会長回顧録 親子三代芸能社』（2013年、彩流社）ISBN 9784779120923